# スイスホテル協会
スイスホテル協会（英語：The Swiss Hotel Association）（通称：SHA）は、スイスホテル業界を代表する公式連盟である。1882年創立された。

## 概要
スイスには約5600軒ホテルがあり、約2300軒がスイスホテル協会に加盟している。ホテル部屋面積、設備、サービスなどで判断する。一定の基準によって、0-5星でクラスを分けている。1893年から、スイスホテル協会はスイスにホテルトレーニング専門の学校を設立した。SHAは学校の教育レベルを維持するため、定期的にリサーチしている。

## スイスホテル協会に認定されている学校
- グリオン大学（スイス）
- レ・ロシュ大学（スイス）